# آيت سدي علي أو ابراهيم (آيت سنان)
آيت سدي علي أو إبراهيم هو دُوَّار يقع بجماعة تودغة العليا، إقليم تنغير، جهة درعة تافيلالت في المملكة المغربية. ينتمي الدوّار لمشيخة آيت سنان التي تضم 9 دواوير. يقدر عدد سكانه بـ 59 نسمة حسب الإحصاء الرسمي للسكان والسكنى لسنة 2004.

## وصلات خارجية
- البوابة الوطنية للجماعات الترابية
- المندوبية السامية للتخطيط